# Wieże Kuwejckie

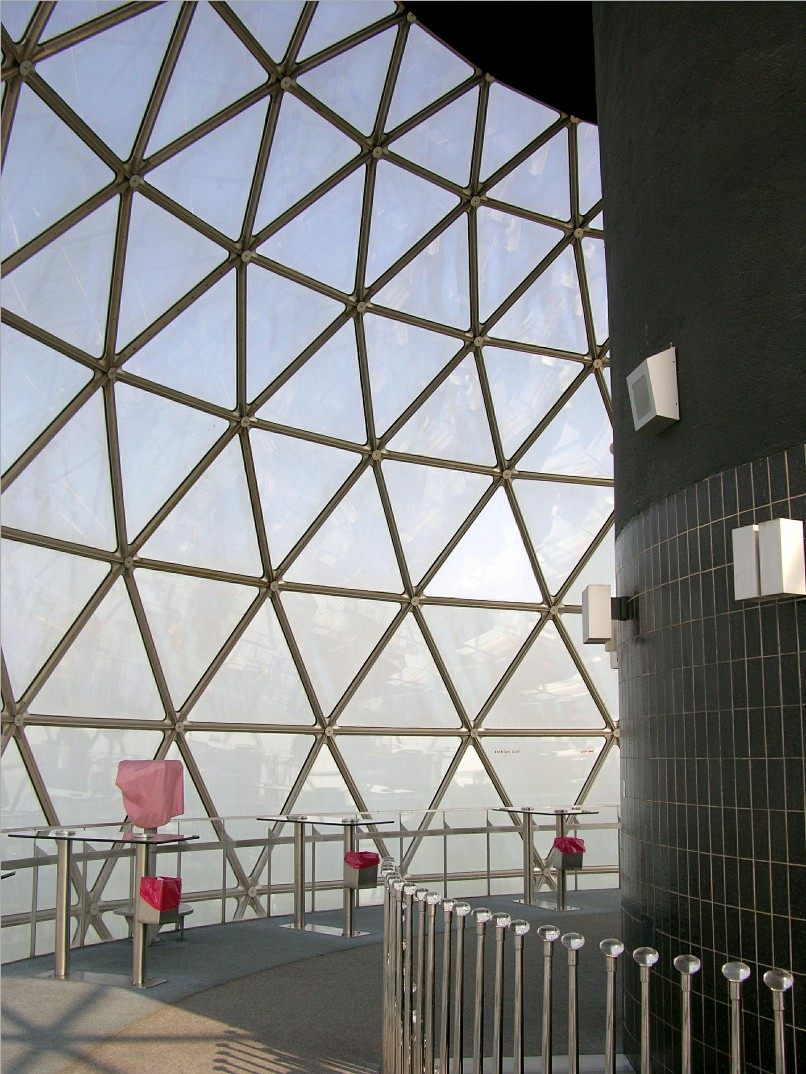
Wnętrze jednej z wież

Wieże Kuwejckie (ang. Kuwait Towers, arab. أبراج الكويت) – trzy wieże wykonane z betonu zbrojnego w Kuwejcie. Główna wieża ma 187 metrów wysokości i służy jako restauracja oraz wieża ciśnień. Ma także obracającą się kulę obserwacyjną znajdującą się na wysokości 123 m n.p.m. Pełny obrót trwa 30 minut. Druga wieża ma 145,8 metra wysokości i służy jako wieża ciśnień. Wieże zostały zaprojektowane przez Sune Lindström i Malene Björn, a wybudowane przez jugosłowiańską firmę Energoprojekt. Zostały oddane do użytku publicznego w marcu 1979 roku. Wieże zostały poważnie uszkodzone przez Irakijczyków w czasie okupacji w latach 1990–1991.